# Вярдункі
Вярдункі (пол. Wiardunki) — село в Польщі, у гміні Ричивул Оборницького повіту Великопольського воєводства.
Населення — 346 осіб (2011).
У 1975-1998 роках село належало до Пільського воєводства.

## Демографія
Демографічна структура станом на 31 березня 2011 року:
|          | Загалом | Допрацездатний вік | Працездатний вік | Постпрацездатний вік |
| -------- | ------- | ------------------ | ---------------- | -------------------- |
| Чоловіки | 173     | 36                 | 130              | 7                    |
| Жінки    | 173     | 33                 | 107              | 33                   |
| Разом    | 346     | 69                 | 237              | 40                   |